# Audi Avus quattro

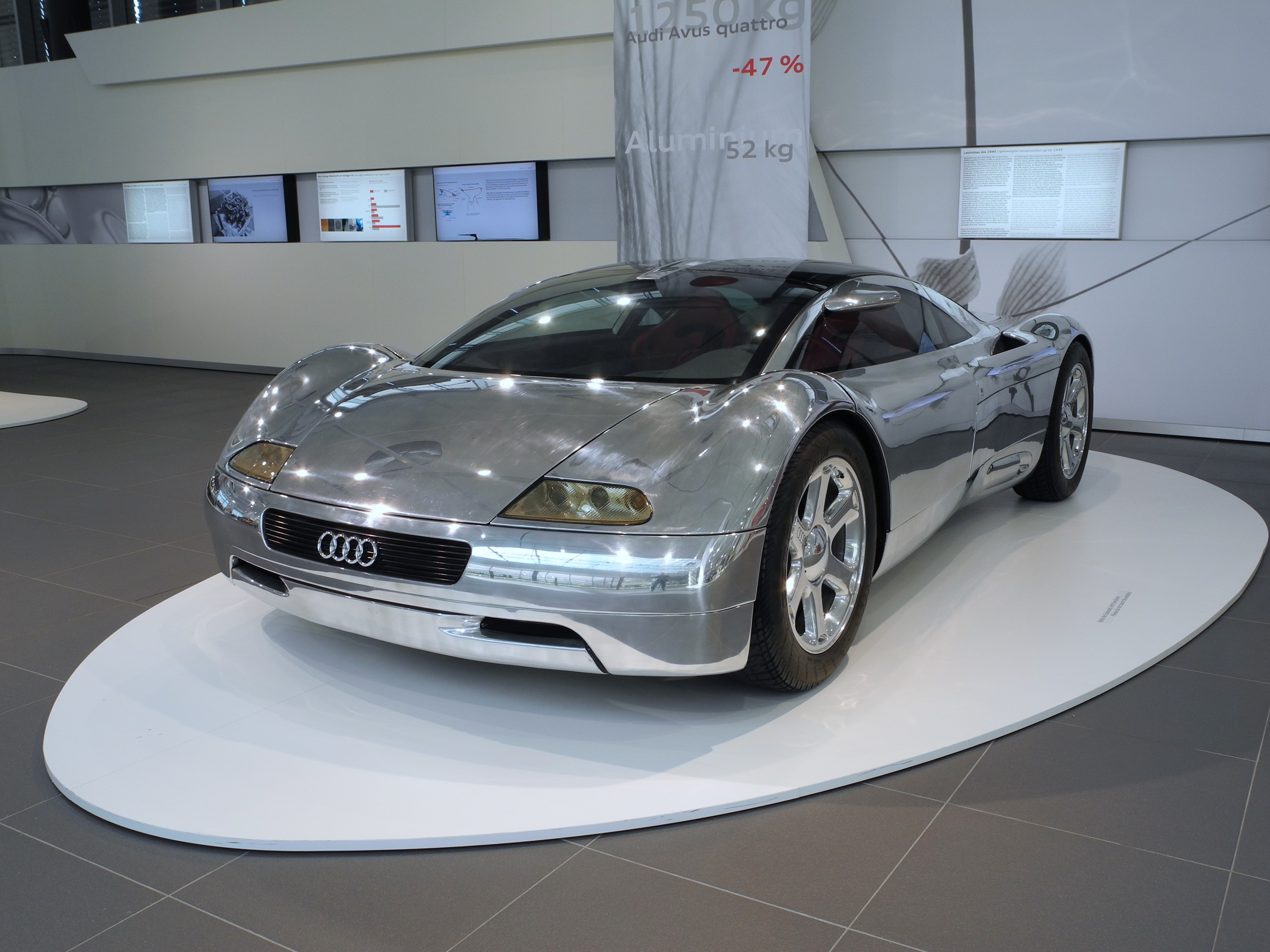
Audi Avus quattro

El Audi Avus quattro fue un concepto de un coche deportivo creado por la marca de coche alemana Audi. Fue introducido por primera vez en el año 1991 en el Salón del Automóvil de Tokio. El Avus quattro tenía una estructura de aluminio entramado, que lo hacía ligero y seguro. Esta segunda muestra de la estructura de aluminio, (después del quatro Spyder un mes antes) preparó el terreno para la producción en masa del A8 en 1994.
El motor del Avus quattro se suponía que iba a ser 6.0 L con un motor con 60 válvulas y 12 cilindros que producía 509 CV(374 kW;502 CV).El coche exacto que presentaron durante el Salón del Automóvil de Tokio, sin embargo, tenía una maqueta de madera y plástico cuidadosamente pintada del motor, porque en ese momento, el sistema de propulsión estaba todavía en desarrollo. Los motores W12 de Audi no estaban disponibles para los compradores hasta 2001, cuando salió el Audi A8 6.0 W12 quattro.
Actualmente, el Audi quattro se encuentra expuesto en el museo de Audi en Ingolstadt, Alemania.